# Église Notre-Dame-de-Kazan de Kstovo
L'église Notre-Dame-de-Kazan (Церковь Казанской иконы Божией Матери) est une église orthodoxe de la ville de Kstovo en Russie dans l'oblast de Nijni Novgorod. Elle se trouve dans le centre historique de la ville et dépend de l'éparchie de Nijni Novgorod.

## Histoire

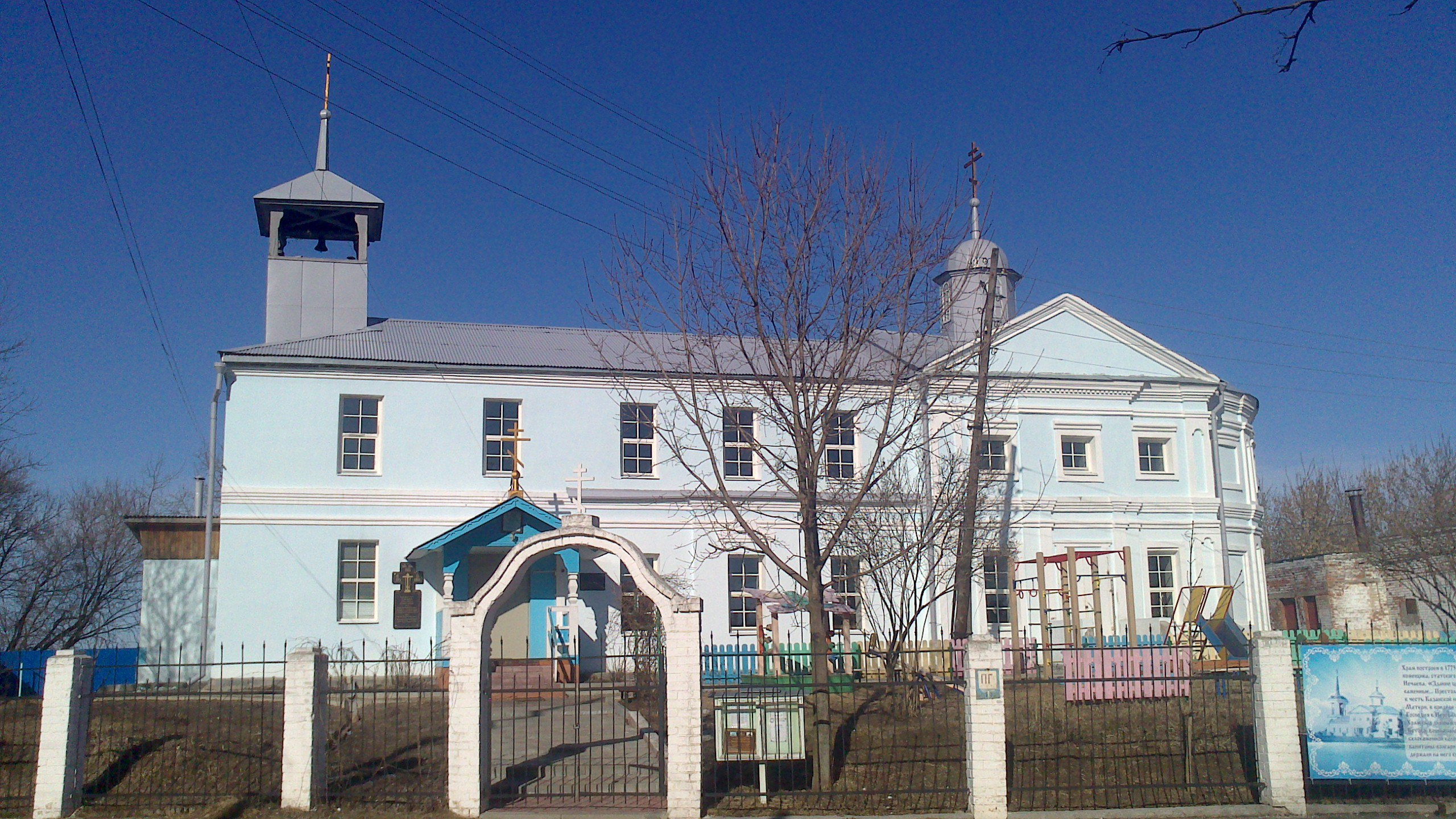
Vue de côté de l'église.

l'église est construite en 1775 grâce aux moyens du conseiller d'État Ivan Inanovitch Netchaïev. Une nouvelle iconostase est installée en 1848 et le conciergerie est construite en 1904. L'autel principal est consacré à Notre-Dame de Kazan et l'autel secondaire à l'Entrée de Jésus à Jérusalem. La paroisse possède avant la Révolution 35 déciatines  de terres agricoles dont un pogost.
La répression s'intensifie contre l'Église orthodoxe russe dans les années 1930. L'ancien recteur de l'église jusqu'en 1924, le père Constantin Vassilievitch Znamenski, meurt après des actes de torture dans une prison de Gorki (nom à l'époque de Nijni Novgorod), les prêtres Ivan Pavlovitch Sviatitski et Grigori Ivanovitch Bourdenkov sont fusillés. L'église est fermée en 1937, son clocher, démoli. L'entrée principale est déplacée à l'ancienne base du clocher et un premier étage est construit au-dessus de la trapeznaïa. En outre, le cimetière de l'église est profané. Le bâtiment abrite alors une imprimerie et la rédaction du journal Le Phare (Mayak). Puis, dans les années 1980, les locaux de l'ancienne église sont  partiellement utilisés comme entrepôt, après quoi ils sont complètement abandonnés.
L'église est rendue à l'Église orthodoxe russe en 1994 et consacrée le 30 octobre 1994. Un premier recteur permanent est nommé en mai 1995. Un petit clocher de bois est érigé au-dessus du portail.